# Вэйду
Вэйду́ (кит. упр. 魏都, пиньинь Wèidū) — район городского подчинения городского округа Сюйчан провинции Хэнань (КНР). Название означает «Вэйская столица» и связано с тем, что с этих мест в эпоху Троецарствия началось царство Вэй.

## История
Утверждается, что во времена легендарных первых императоров был племенной вождь Сюй Ю (许由), поселившийся в этих местах на берегах реки Иншуй (Инхэ, Инчуань) — отсюда и пошло название «Сюй» для этих мест. В эпоху Чжоу в этих местах находилось царство Сюй (许国). При империи Цинь был создан уезд Сюйсянь (许县).
В конце империи Хань Цао Цао в 196 году перевёз в эти места императора Сянь-ди, в результате чего уезд Сюйсянь стал временной столицей империи. После наступления эпохи Троецарствия эти земли оказались в составе царства Вэй, и в 221 году Цао Пэй в память о том, что расцвет Вэй начался именно с уезда Сюйсянь, повелел переименовать уезд в «Сюйчан» («расцветающий Сюй»). Позднее люди стали в память об этом называть эти места «Вэйской столицей».
Когда в последующие эпохи создавались область Сюйчжоу (许州) и Сюйчжоуская управа (许州府), то их органы власти также размещались в этих местах. После Синьхайской революции в Китае была проведена реформа структуры административного деления, и области с управами были упразднены; в 1913 году на территории, ранее напрямую управлявшейся властями Сюйчжоуской управы, был создан уезд Сюйчан.
В 1947 году урбанизированная часть уезда Сюйчан была выделена в отдельный город Сюйчан.
В 1949 году был создан Специальный район Сюйчан (许昌专区), и город вошёл в его состав. В 1969 году Специальный район Сюйчан был переименован в Округ Сюйчан (许昌地区). В 1986 году постановлением Госсовета КНР были расформированы округ Сюйчан и город Сюйчан, и образован городской округ Сюйчан, бывший город Сюйчан стал районом Вэйду в его составе.

## Административное деление
Район делится на 12 уличных комитетов.